# A (faraó)
A era el nom d'un faraó predinàstic de l'antic Egipte. El seu nom es coneix a partir d'un serekh gravat en un aflorament de gres a uns 10 i 12 quilòmetres al sud-oest d'Umm el-Dabadib, a l’⁣oasi de Kharga, al desert occidental. La presència del serekh serveix com evidència d'una activitat reial als confins del desert occidental ja durant el període protodinàstic.

## Descobriment
Durant la campanya arqueològica de l'any 2004 en el North Kharga Oasis Survey (NKOS), es va descobrir un serekh a la cara nord-est d'un massís de gres sota la direcció de la Dra. Salima Ikram. Es va localitzar prop del Darb Ain Amur, una antiga ruta de caravanes que connectava l'oasi de Kharga, a través del jaciment d'Umm el-Dabadib i Ain Amum, amb l’⁣oasi de Dakhla. El serekh es va localitzar entre altres grups de grafits amb diferents estils i profunditats de tall, cosa que implica que pertanyien a diferents períodes de temps.

## Serekh
El serekh està coronat per un falcó, com és convencional per als serekhs, i conté un únic símbol: un braç, o A (D36 a la llista de signes de Gardiner). Aquest nom no correspon a cap altre governant predinàstic primerenc conegut. Una de les potes del falcó arriba fins al serekh, i la posició ajupida del falcó és típica dels serekhs de la Dinastia 0 o la Primera Dinastia. Per tant, sembla que el serekh conté el nom d'Horus "A", un faraó no documentat anteriorment, pertanyent a la Dinastia 0 o la Primera Dinastia. Envoltant el serekh al massís de gres hi ha il·lustracions de diversos animals, com ara un cocodril, una girafa, un hipopòtam, un estruç, una vaca o un toro i un òrix possiblement embarassat.